# انگشت‌دراز لاغر
انگشت‌دراز لاغر (نام علمی: Bavayia geitaina) نام یک گونه از سرده گکوهای کالدونیای جدید است.